# Stefan Mitrović (football, 2002)
Pour les articles homonymes, voir Stefan Mitrović.
Stefan Mitrović, né le 15 août 2002 à Kruševac en Serbie, est un footballeur international serbe qui évolue au poste d'ailier polyvalent ou de milieu offensif à l'Hellas Verona.

## Biographie

### En club
Né à Kruševac en Serbie, Stefan Mitrović déménage avec sa famille au Canada alors qu'il n'a que six mois. Il découvre le football là-bas à cinq ans et demi, et évolue dans divers équipes du pays avant de retrouver la Serbie pour rejoindre le FK Radnički Niš. 
C'est avec ce club qu'il fait ses débuts professionnels, le 23 novembre 2019, lors d'une rencontre de championnat face à l'Étoile rouge de Belgrade. Il entre en jeu et son équipe s'incline sur le score de deux buts à zéro ce jour-là. Il inscrit son premier but en professionnel le 7 juin 2020, lors d'une rencontre de championnat face au FK Rad Belgrade. Buteur après son entrée en jeu, il participe ainsi à la victoire des siens par quatre buts à trois.
Le 11 mars 2022, Mitrović prolonge son contrat de deux saisons avec le FK Radnički Niš.
Le 19 juillet 2022, Stefan Mitrović est recruté par l'Étoile rouge de Belgrade.
Il se distingue dès son premier match sous ses nouvelles couleurs en marquant un but, le 24 juillet 2022, lors d'une rencontre de championnat face au FK Mladost Lučani. Il entre en jeu à la place d'Osman Bukari et participe à la victoire de son équipe (1-2 score final).

### En sélection
Le 16 novembre 2021, Stefan Mitrović joue son premier match avec l'équipe de Serbie espoirs contre l'Ukraine. Il entre en jeu à la place de Filip Stevanović et se fait remarquer en inscrivant son premier but, mais son équipe s'incline par deux buts à un.